# 小文字の他者
小文字の他者（フランス語: petit autre）とは、フロイトの大義派（通称:ラカン派）（école de la Cause freudienne / Lacanien）の精神分析理論で用いられる概念の一つである。対象a（objet a）とも言われる。
人間が一生を通して追求するもので、想像界や象徴界や現実界の中間にあり、欲動が求める対象。他の精神分析学派の主張する部分対象や移行対象、自己対象との関連性が指摘される。